# 选举官员
选举官员，是在投票站负责投票能够合法有序地进行的官员，包括法官、书记员或投票站其他工作人员。这些官员可以是政党成员或非党派成员，通常是志愿者或者只是领取少量津贴。每个投票站都有多名这样的官员，他们的职责包括选民注册、解释投票程序、使用投票设备、提供选票以及监督选举等。在美国，选民需要登记，所以这些官员还要负责帮助未注册的选民进行登记。但是在大多数其他国家或地区，选民不需要登记，所有公民都会自动被包括在合格选民名单中。选举官员通常由选举委员会、县官员（例如县书记员或县审计员）、城市或乡镇官员（例如市书记员）、州或全国委员会选拔。  
在加利福尼亚州，只要在选举前至少两个月提出申请的公民，就可以有机会成为投票站工作人员。相关人员要参加培训，这些课程涵盖了广泛的主题，包括如何投票，在纸上使用哪种彩色笔，如何与愤怒的选民打交道，以及怎样质询有问题的选民（虽然这样的情形很少发生）。
在美国50个州中有41个州的高中生就可以担任学生选举法官。每个州对学生担任投票工作者都有自己的一套要求，但通常要求成绩优良并符合特定的年龄或年级条件。

## 参看
- 监票员